# Карпош (село)
Ка́рпош (мак. Карпош) — молоде село у Північній Македонії, входить до складу общини Куманово Північно-Східного регіону.
Населення — 5433 особи (перепис 2002) в 1436 господарствах.